# Ковтюх Валерій Володимирович
Ковтюх Валерій Володимирович (18 березня 1957, Одеса, УРСР — 21 квітня 2024, Одеса, Україна) — український астроном. Доктор фізико-математичних наук (2009)

## Біографія
Народився в 1957 році в м. Одесі (колишній СРСР, нині Україна). Навчався в Одеському державному університеті імені І. І. Мечникова (нині — Одеський національний університет ім. І. І. Мечникова). Працював науковим співробітником Астрономічної обсерваторії Одеського університету (1984-1988, нині — Одеський національний університет ім. І. І. Мечникова), старшим науковим співробітником (1988–2003), провідним співробітником Астрономічної обсерваторії ОНУ.(з 2003).
Був членом Вченої Ради ОНУ ім. І. І. Мечникова, рецензентом журналів Astronomy and Astrophysics, Astrophysical Journal та ін.
У жовтні 1998 року захистив кандидатську дисертацію, докторську дисертацію захистив у квітні 2009 року на засіданні спеціалізованої вченої ради при Головній Астрономічній обсерваторії Національної Академії наук України. Тема дисертації: «Фізико-хімічні характеристики пульсуючих надгігантів і незмінних зірок пізніх спектральних класів та розподіл металічності у спостережуваній частині диска Галактики».
У різні періоди з 2003 року по 2023 рік проходив наукове стажування в провідних світових наукових центрах, зокрема: в відділі фізики зір і галактик обсерваторії Бордо (Франція), відділі фізики зір інституту астрофізики міста Гельдерберг (Німеччина), інституті астрономії Університету Тюбінген (Німеччина).
Має численні гранти — Грант Сороса (1998 р.), Грант Кенілворт (2004, 2005, 2006, 2007 рр.), Грантова програма Європейської Південної обсерваторії з питань C&E (1994, 1995 р.), Фундаментальні параметри зір і дослідження Галактики. 2004 р. М/72-2005 «Дніпро» — спільний українсько-французький проект, Індивідуальні гранти різних обсерваторій та інститутів.

## Наукова діяльність
В область наукових інтересів В. В. Ковтюха потрапляють дослідження хімічної еволюції зір та Галактики, аналіз хімічного складу зір, фундаментальні параметри зір різних типів, методи аналізу спектрів.

## Праці
- Precise temperatures of classical Cepheids and yellow supergiants from line-depth ratios / V. V Kovtyukh, N. I. Gorlova, — Astronomy and Astrophysics, 2000, Vol..358, P.587-592
- High-precision effective temperatures of 161 FGK supergiants from line-depth ratios / V. V. Kovtyukh, — Monthly Notices of the Royal Astronomical Society, 2007, Vol. 378, P. 617—624.
- Type II Cepheids: evidence for Na-O anticorrelation for BL Her type stars? / Kovtyukh, V. Yegorova, I. Andrievsky, S., Korotin, S., Saviane, I., Lemasle, B. Chekhonadskikh, F. Belik, S. — Monthly Notices of the Royal Astronomical Society, 208, Vol. 477, P. 2276—2285
- The MAGIC project — II. Discovery of two new Galactic lithium-rich Cepheids / Kovtyukh, V.; Lemasle, B.; Kniazev, A.; Berdnikov, L.; Bono, G.; Usenko, I.; Grebel, E. K.; Hajdu, G.; Pastukhova, E. — Monthly Notices of the Royal Astronomical Society, 2019, Vol. 488, P. 3211-3221
- The MAGIC project — III. Radial and azimuthal Galactic abundance gradients using classical Cepheids. / V. Kovtyukh, B. Lemasle, G.Bono, ; I. A. Usenko,, R. da Silva, — Monthly Notices of the Royal Astronomical Society, 2022, Vol. 510, P.1894-1901
- Chemical properties of the central part of the Galactic nuclear stellar disc. Abundances in four classical Cepheids revisited / V. V. Kovtyukh, ;S. A. Korotin, S. M. Andrievsky, ; Matsunaga, N. Fukue, K. — Monthly Notices of the Royal Astronomical Society, 2022, Vol. 516, P. 4269-4275
- First detection of the He I 10 830 Å emission in spectra of classical Cepheid X Cyg / V. V. Kovtyukh, ; S. M. Andrievsky, ; S. A. Korotin. — Monthly Notices of the Royal Astronomical Society: Letters, 2022, Vol. 517, P. L143-L145